# Maria Fitzherbert
Maria Anne Smythe (Castello di Tong, 26 luglio 1756 – Steine House, Brigton, 27 marzo 1837) fu moglie morganatica di Re Giorgio IV. Il matrimonio fu in seguito annullato perché avvenuto senza il consenso di Re Giorgio III.

## Biografia
Era la figlia maggiore di William Smythe di Brambridge, giovane figlio di Sir John Smythe, III Baronetto, di Acton Burnell, Shropshire. Sua madre era Mary Ann Errington di Beaufront, Northumberland, sorellastra materna di Charles William Molyneux, I conte di Sefton. Nacque nel castello di Tong e studiò a Parigi, in un convento.

### Matrimoni
Sposò Edward Weld, di 16 anni più vecchio di lei, un ricco proprietario terriero cattolico di Lulworth Castle, nel mese di luglio 1775. Egli morì appena tre mesi più tardi, dopo una caduta da cavallo e non avendo fatto testamento, le sue proprietà andarono al fratello minore Thomas, padre del Cardinale Weld. Avendo problemi economici fu costretta a risposarsi al più presto.
Sposò, tre anni dopo, Thomas Fitzherbert di Swynnerton, Staffordshire. Egli era più anziano di lei di dieci anni. Ebbero un figlio che morì giovane. Rimase vedova il 7 maggio 1781, ricevendo in eredità una rendita di 1.000 sterline e una casa in Park Street, a Mayfair.

### Relazione con Giorgio
Dopo la morte del marito, si trasferì a Londra. Nella primavera del 1784, fu presentata a un giovane ammiratore: Giorgio, principe di Galles, di sei anni più giovane di lei. Il principe si infatuò di lei e la corteggiò fino a quando lei accettò di sposarlo. Segretamente e contro la legge (cosa di cui entrambe le parti erano consapevoli), celebrarono il matrimonio il 15 dicembre 1785, nella casa di lei di Park Street, a Londra. Lo zio, Henry Errington, e il fratello, Jack Smythe, furono i testimoni. Il rito venne eseguito dal reverendo Robert Burt, i cui debiti furono pagati dal principe. Tuttavia, il matrimonio non venne ritenuto valido perché non aveva ricevuto l'approvazione del re Giorgio III e dal Consiglio della Corona, come richiesto dai Royal Marriages Act 1772.
Il 23 giugno 1794, venne informata via lettera che il suo rapporto con il principe era finito. Giorgio disse a suo fratello minore, il principe Federico, duca di York e Albany, che lui e Maria erano "separati, ma si separarono amichevolmente", trasmettendo la sua intenzione di sposare la loro prima cugina, la duchessa Carolina di Brunswick. Secondo re Giorgio III questa era l'unica via d'uscita: era sommerso da debiti, pari a £600.000, che sarebbero stati pagati il giorno del suo matrimonio. Così il principe sposò Carolina l'8 aprile 1795. Nel 1796, tre giorni dopo che Carolina diede alla luce la loro figlia, la principessa Carlotta del Galles, il 10 gennaio, il Principe di Galles scrisse le sue ultime volontà, lasciando tutta la sua "proprietà mondana ... alla mia Maria Fitzherbert, mia moglie, la moglie del mio cuore e l'anima".
Il principe alla fine cercò una riconciliazione con il suo "secondo io", durante l'estate del 1798. A quel punto, si separò da Carolina.

### Morte
Dopo la morte di Giorgio IV, il 26 giugno 1830, si è scoperto che aveva conservato tutte le lettere di Maria, e si provvide a distruggerle. Maria disse al fratello di Giorgio IV, il duca di Clarence (poi re Guglielmo IV), del loro matrimonio e gli mostrò il documento in suo possesso. Rifiutò il titolo di duchessa offertole dal nuovo sovrano e chiese solo l'autorizzazione ad indossare il lutto vedovile. La Chiesa cattolica considerò "sacramentalmente valido" il suo matrimonio con Giorgio IV perché il cardinale Thomas Weld, nipote della stessa Maria, ottenne un rescritto pontificio in tal senso nel 1830. Del resto già nel 1800-1801 papa Pio VII aveva "espresso" parere favorevole alla convivenza di Maria con il principe riconoscendo la legittimità canonica del loro legame. L'architetto William Porden progettò per lei Steine House, sul lato ovest di Old Steine a Brighton dove ha vissuto dal 1804 fino alla sua morte, nel 1837.